# Worlington (Devon)
Worlington of West Worlington is een plaats in het Engelse graafschap Devon. Ze maakt deel uit van de civil parish East Worlington. Worlington komt in het Domesday Book (1086) voor als 'Ulvretone' / 'Ulwritona'.